# Кубок Казахстана по футболу 1994
Кубок Казахстана по футболу 1994 года — 3-й розыгрыш национального Кубка, в котором вновь приняли участие 27 клубов.
Финальный матч состоялся 7 ноября 1994 года на Центральном стадионе города Алма-Ата.
Победителем Кубка стал «Восток» из Усть-Каменогорска, обыгравший в финале актюбинский «Актюбинец».

## Схема турнира
Соревнования в рамках Кубка Казахстана проводились с 31 мая по 7 ноября 1994 года, к ним были допущены клубы, игравшие в высшей и первой лигах.
На каждой стадии турнира, кроме финального матча, команды, поделённые жребием на пары, играли по 2 матча, по итогам которых проигравшая сторона покидала турнир.
Победители пар встречались друг с другом с учётом определённой жребием турнирной сетки.
Места проведения первых и ответных матчей также определялись жребием (команда, названная первой, была хозяином поля в первом матче).
В случае ничьей по итогам двух игр вначале действовало правило преимущества команды, которая забила больше мячей на чужом поле, в других случаях назначались 2 дополнительных тайма по 15 минут, игра в которых продолжалась до первого забитого гола.
В случае ничейного результата после дополнительного времени победитель определялся в серии послематчевых пенальти.

## 1/16 финала
Матчи состоялись с 31 мая по 30 июля 1994 года.
| название               | счёт | название            | 1-й матч | 2-й матч |
| ---------------------- | ---- | ------------------- | -------- | -------- |
| Кайнар (Талдыкорган)   | -:+  | Карачаганак (Аксай) | 2:0      | -:+      |
| Жигер (Шымкент)        | 11:3 | Есиль (Акмола)      | 10:1     | 1:2      |
| Елимай (Семипалатинск) | 3:3  | Тараз (Жамбыл)      | 1:0      | 2:3      |
| Шахтёр (Караганда)     | +:-  | Аксу (Белые Воды)   |          |          |
| Намыс (Алматы)         | +:-  | Кайсар (Кзыл-Орда)  |          |          |
| Актюбинец (Актюбинск)  | 3:1  | Кайрат (Алматы)     | 1:0      | 2:1      |
| Батыр (Экибастуз)      | 2:4  | Химик (Кустанай)    | 1:2      | 1:2      |
| Яссы (Туркестан)       | 4:1  | Жалын (Шымкент)     | 3:0      | 1:1      |
| Горняк (Хромтау)       | 3:2  | Кокшетау (Кокшетау) | 2:0      | 1:2      |
| Булат (Темиртау)       | +:-  | Цесна (Акмола)      |          |          |
| Ферро (Актюбинск)      | 4:6  | Мунайшы (Актау)     | 2:2      | 2:4      |

## 1/8 финала
Матчи состоялись с 3 августа по 20 сентября 1994 года.
| название                | счёт | название                  | 1-й матч | 2-й матч |
| ----------------------- | ---- | ------------------------- | -------- | -------- |
| Ансат (Павлодар)        | +:-  | Енбек (Жезказган)         |          |          |
| Карачаганак (Аксай)     | -:+  | Восток (Усть-Каменогорск) |          |          |
| Жигер (Шымкент)         | 3:0  | Елимай (Семипалатинск)    | 2:0      | 1:0      |
| Шахтёр (Караганда)      | +:-  | Намыс (Алматы)            |          |          |
| Актюбинец (Актюбинск)   | 7:2  | Химик (Кустанай)          | 5:1      | 2:1      |
| СКИФ-Ордабасы (Шымкент) | +:-  | Уралец (Уральск)          |          |          |
| Яссы (Туркестан)        | 6:2  | Горняк (Хромтау)          | 3:0      | 3:2      |
| Булат (Темиртау)        | -:+  | Мунайшы (Актау)           | 2:2      | -:+      |

## 1/4 финала
Матчи состоялись с 5 октября по 25 октября 1994 года.
| название              | счёт | название                  | 1-й матч | 2-й матч |
| --------------------- | ---- | ------------------------- | -------- | -------- |
| Ансат (Павлодар)      | 0:3  | Восток (Усть-Каменогорск) | 0:0      | 0:3      |
| Жигер (Шымкент)       | 0:1  | Шахтёр (Караганда)        | 0:1      | 0:0      |
| Актюбинец (Актюбинск) | 4:3  | СКИФ-Ордабасы (Шымкент)   | 3:1      | 1:2      |
| Яссы (Туркестан)      | -:+  | Мунайшы (Актау)           | 3:3      | -:+      |

## 1/2 финала
Матчи состоялись с 29 октября по 3 ноября 1994 года.
| название                  | счёт | название           | 1-й матч | 2-й матч |
| ------------------------- | ---- | ------------------ | -------- | -------- |
| Восток (Усть-Каменогорск) | 3:2  | Шахтёр (Караганда) | 1:1      | 2:1      |
| Актюбинец (Актюбинск)     | 7:0  | Мунайшы (Актау)    | 3:0      | 4:0      |

## Финал
| 7 ноября 1994             | \| Восток (Усть-Каменогорск) \| 1:0 \| Актюбинец (Актюбинск) \| \| Авдеенко 72′ \| Голы \| \| | Центральный стадион Алматы Зрителей: 1 000 Судья: А. Кулаков (Алматы) |
| Восток (Усть-Каменогорск) | 1:0                                                                                           | Актюбинец (Актюбинск)                                                 |
| Авдеенко 72′              | Голы                                                                                          |                                                                       |

| Победитель Кубка Казахстана по футболу 1994 |
| ------------------------------------------- |
| Восток (Усть-Каменогорск) Первый титул      |

## Лучшие бомбардиры розыгрыша
| Игрок               | Команда                   | Голов |
| ------------------- | ------------------------- | ----- |
| Андрей Мирошниченко | Актюбинец (Актюбинск)     | 6     |
| Оспан Карашбаев     | Яссы (Туркестан)          | 4     |
| Андрей Авдеенко     | Восток (Усть-Каменогорск) | 3     |
| Юлдашбек Исраилов   | Жигер (Шымкент)           | 3     |
| Евгений Морунов     | Жигер (Шымкент)           | 3     |
| Станислав Бойко     | Мунайшы (Актау)           | 3     |